# Peleteria xenoprepes
Peleteria xenoprepes är en tvåvingeart som först beskrevs av Friedrich Hermann Loew 1874.  Peleteria xenoprepes ingår i släktet Peleteria och familjen parasitflugor. Inga underarter finns listade i Catalogue of Life.